# 水的颜色：一位黑人对他白人母亲的礼赞
《水的颜色：一位黑人对他白人母亲的礼赞》（英語：The Color of Water: A Black Man's Tribute to His White Mother）是詹姆斯·麦克布莱德于1995年出版的自传，也是对他母亲的礼赞。小说章回在詹姆斯·麦克布莱德对他儿时经历的叙述与他的母亲路德的第一人称自述之间跳转，后者的叙述绝大多数发生在她儿子出生之前。麦克布莱德描述了他对自我发现的内心纠结与努力，而他母亲则叙述了在1942年，作为一名犹太白人妇女嫁给黑人所经受的苦难。

## 故事梗概
路德在弗吉尼亚州的萨福克度过压抑的童年。她的父亲是位落魄的拉比，经营着一家名为希尔斯凯的杂货铺，让路德和他的哥哥山姆上学前、放学后都在店里做苦工。他们只能趁没有顾客的时候在看台上写作业。路德的爸爸对她进行性虐待。他不让孩子们与外邦人或黑人接触，但是路德有一个密友叫弗朗西斯。下学时，他俩总是一同回家。路德也有一个黑人男朋友叫彼得，在当时这是犹太社会的大禁忌。种族隔离政策在二十世纪30、40、50年代得到执行，所以他们只能暗地里进行接触。路德因为彼得而怀孕，她为自己和彼得感到非常恐惧，尽可能地进行遮掩，但是最终被母亲发现。于是，路德在暑期逃到了在纽约的姨姨家。
贝希特姨姨帮助路德做了人工流产；玛丽姨姨是个刻薄的人，但是仍然在她的皮革工厂里为路德安排了一份工作。路德在那里遇到了一位名叫安德鲁·丹尼斯·麦克布莱德的黑人。虽然，路德在起初对他没有好感，但是不久就对他关照有佳。他们相爱、结婚、生育了八个孩子。安德鲁不久得了重病，入院进行治疗。安德鲁在第八个孩子詹姆斯·麦克布莱德出生前因肺癌去世。在丈夫去世后，路德艰难地照看八个孩子。不久，路德改嫁给另外一个黑人，亨特·乔丹，又生育了四个孩子。她从来不去提及自己的犹太背景，或是任何的家庭成员。
詹姆斯·麦克布莱德就这样成长由继父带领的十二个孩子的家里。他母亲的过去是个谜，直到他成年后自己探究才得知结果。起初，他很害怕自己的母亲，导致他唯命是从。当他长大后，詹姆斯变得十分叛逆。当他父亲去世后，詹姆斯对于过去也倍感纠结。他尝试毒品、吸食大麻、成绩与纪律一落千丈。为了纠正他的行为，母亲与继父将他送到亲戚家寄宿。在那里，詹姆斯依然顽劣，多次吸毒、弄丢工作。然而，他最终改过自新，回到了他母亲身边。在此之后，詹姆斯决定追溯他母亲的过去，以使得他能摆正对未来的态度。对于自己的种族身份，詹姆斯感到十分困惑，导致脾气暴躁、不能守约。家人们对他关照使得他变得自制，詹姆斯最终找到了音乐和其他活动，给他的生活以新的意义。
路德于2010年1月9日于新泽西州尤英的家中去世。

## 评论反响
小说的1998年2月版在《纽约时报》上成为畅销书超过了100周(两年)，获得了1997年Anisfield-Wolf 图书奖优秀文学奖项，成为美国图书馆协会年度著名图书奖，纽约妇女议程中“纽约城一起阅读”第一书，销量超过150万本。小说被翻译成16种语言，在超过20个国家有售。

## 人物

### 路德家
- 詹姆斯 James: 叙述者，她的儿子。
- 蕾切尔·黛博拉·希尔斯凯 Ruchel Dwajra Zylska aka Rachel Deborah Shilsky aka Ruth McBride Jordan: 生育12个孩子的母亲，第二叙述者。
- 休迪斯·希尔斯凯 Hudis Shilsky aka Mameh: 路德的妈妈。虽然偏瘫，但仍是忠贞的好母亲。
- 菲谢尔·希尔斯凯 Fishel Shilsky aka Tateh: 路德的爸爸。塔特在许多地方，如忠诚、慈爱等方面是位糟糕的丈夫。他甚至当众嘲笑自己的妻子的偏瘫。
- 格拉迪斯·希尔斯凯 "迪迪" Gladys "Dee-dee" Shilsky: Ruth's sister. 迪迪是路德唯一出生在美国的兄妹。路德常说她嫉妒迪迪因为后者不必像路德那样因犹太身份问题而烦恼。
- 山姆·希尔斯凯 Sam Shilsky: 路德的兄长。路德说他死于二战。

### 詹姆斯家
- 安德鲁·‘丹尼斯’·麦克布莱德 Andrew 'Dennis' McBride: 詹姆斯的生父，路德的第一任丈夫，非常有爱心的父亲，牧师。死于肺癌。
- 亨特·乔丹 Hunter Jordan: 继父，路德的第二任丈夫，死于中风复发。
- 从最年长的到最年幼的(除了詹姆斯，他是第八个孩子): 丹尼斯、罗斯塔、比利、大卫、海伦、理查、多蒂、凯西、朱迪、亨特和亨利: 詹姆斯的11个兄妹(杰奎琳"杰克": 安德鲁在前任婚姻中的女儿)
- 纳什与埃特 Nash and Etta: 他的祖父母
- 亨利、沃尔特、加兰 Henry, Walter, and Garland: 叔叔
- 克莱姆 Clemy: 南方的表亲
- Z和玛雅 Z and Maya: 他的侄女
- 贝基 Becky: 弟媳
- 卡伦、利安得·比恩、劳丽·魏斯曼 Karen aka Karone, Leander Bien, and Laurie Wesman: 前女友
- 斯蒂芬妮 Stephanie: 妻子
- 林伍德·鲍勃·欣森 Linwood Bob Hinson: 北卡罗莱纳的表亲
- 阿祖、乔丹、纳什 Azure, Jordan, and Nash: 詹姆斯的孩子

### 其它人
- 弗朗西斯·穆迪 Frances Moody: 路德儿时的密友；唯一对她友好的同学；外邦人
- 彼得 Peter: 路德的第一位男朋友。他使路德怀孕，路德在发现他使另一个女友怀孕后与他分手。
- 比利·史密斯 Billy Smith: 詹姆斯最好的朋友。
- 大理查 Big Richard: 詹姆斯的朋友。
- 英格拉姆夫人 Mrs. Ingram: 路德成年后最好的朋友。
- 以色列·利未 Israel Levy: 路德的老犹太朋友，他为父亲(拉比)提供了住处。
- 洛基 Rocky: 理发店的经理。
- C·劳勒·罗杰和霍尔·希夫 C. Lawler Rogers and Hal Schiff: 音乐老师。
- 大卫·H与安·福克斯·道森 David H. and Ann Fox Dawson: 赞助人，他帮助詹姆斯去欧洲追随音乐家的梦想。
- 路德妈

## 小说背景
- 地点: 弗吉尼亚大学萨福克郡（路德的老家）；纽约城（詹姆斯·麦克布莱德儿时的家）；德拉维尔州威明顿（詹姆斯家在他十多岁时搬到了德拉维尔州）。
- 时间：詹姆斯的人生（《水的颜色》其中一部分是写他自己）：1960-90与路德的人生（另一部分写她的故事）：从1920起，着重于1930s，'40s和'50s。

## 象征

### 黑人权利
詹姆斯提到民权运动时暗示着他决定倾向自己双重身份中的非裔成分。他的许多兄长却只承认自己仅是非裔美国人。

### 路德的自行车
这象征着路德因压力与抑郁不得不一直跑来跑去。

### 路德妈的歌谣：小鸟的爱
当路德妈唱着“小鸟、小鸟快飞走”时，她把路德比喻成一只可以迅速敏捷地飞走的小鸟，而把自己比喻成一只残疾鸟儿，只配得到牺牲与死亡。这预兆了她的去世。

## 主题
- 过去与现在；自我激励；私密的压力。
- 种族主义：美国黑人与白人之间的关系，以及他们是如何被民权运动与黑人权力运动所改变的。
- 做自己喜欢做的事情，并感到舒服合适。

## 脚注
1. ↑  Hevesi, Dennis. . New York Times. January 2010  [2010-01-28]. （原始内容存档于2010-01-27）.
2. ↑  Hevesi, Dennis. . The New York Times. January 16, 2010  [2013-07-06]. （原始内容存档于2012-08-29）.
3. ↑  https://www.facebook.com/pages/James-McBride-Author-of-The-Color-of-Water/368857058498?v=info
4. ↑  .   [2011-06-08]. （原始内容存档于2004-08-20）.
5. 1 2  .   [2013-07-19]. （原始内容存档于2013-07-23）.